# En route vers les étoiles
Pour plus de détails, voir Fiche technique et Distribution.
En route vers les étoiles ou Le Chemin des étoiles, (en russe : Дорога к звездам), est un film soviétique documentaire réalisé par Pavel Klouchantsev en 1957.

## Synopsis

### Première partie: l'astronautiquejusqu'au 4 octobre 1957
Le documentaire débute par un préambule qui se termine avec cette citation de Constantin Tsiolkovski : « La Terre est le berceau de l'humanité mais on ne passe pas sa vie au berceau ».
Suit une évocation de la vie de Tsiolkovski, qui tout en enseignant à l'école primaire de la dévote ville de Kalouga, s'échappait de l'atmosphère confinée de son milieu en faisant des recherches en astronautique. On le voit expliquer les notions de base à ses élèves par le truchement de dialogues conviviaux, de dessins et d'expériences simples qui rendent les raisonnements accessibles aux enfants mis en scène et par conséquent aux spectateurs qui peuvent ainsi tirer profit du cheminement.
De la sorte sont présentés la vitesse circulaire, la vitesse de libération, la réaction qui peut permettre d'avancer dans le vide, la nécessité d'inventer un carburant plus performant que la poudre, le schéma de la fusée, etc. Toutes ces études sont détaillées dans un livre de Tsiolkovski publié en 1903 : « L'exploration de l'espace cosmique au moyen d'engins à réaction ».
Malgré le dédain avec lequel ses travaux sont reçus, il continue ses recherches pour trouver le combustible adéquat. Il se rend compte qu'une seule fusée ne peut atteindre la vitesse orbitale qui permet d'échapper à l'attraction terrestre. Il en arrive au train de fusées c'est-à-dire à la fusée à étages qui s'allège au fur et à mesure que ses parties se détachent et qui permet aux segments qui continuent leur course de s'élancer non pas à la vitesse initiale mais à partir de la vitesse déjà atteinte.
Ses travaux trouvent des échos dans le monde ; par exemple Hermann Oberth lui écrit, Max Valier expérimente le traîneau fusée, Reinhold Tiling périt dans son laboratoire en faisant des recherches sur les carburants, en 1929 Robert Goddard conçoit une fusée qui s'élève dans le ciel et en 1933, c'est au tour des ingénieurs soviétiques d'expérimenter avec succès leur première fusée.
Le 4 octobre 1957, Spoutnik est lancé : l'humanité commence à sortir du berceau.
Cette première partie qui prend à peu près la moitié du film se termine par une autre citation de Tsiolkovski : «D'abord il y a la pensée, l'imagination, le conte ; ensuite vient le calcul scientifique et pour finir la réalisation couronne la pensée».

### Seconde partie: projetons-nous dans le futur
Ce sera le premier vol spatial d'essai de quelques heures avec trois hommes, fruit du travail de dizaines de milliers de personnes, d'innombrables centres de recherche, de bureaux d'étude, de laboratoires.
C'est le cérémonial du premier lancement : la fusée à plusieurs étages est dressée sur la plateforme mobile qui l'a amenée sur le pas de tir. Puis c'est le compte à rebours, la foule des techniciens, des ingénieurs, des responsables de l’événement qui assistent au départ et enfin le décollage. Dans l'habitacle de la fusée, les cosmonautes sanglés sur leurs couchettes subissent l'énorme pression des accélérations avant d'être en état d'apesanteur, phénomène expliqué par une animation.
C'est la sortie dans l'espace où le premier piéton dans sa tenue hermétique est relié à la fusée par un câble qui ressemble à un cordon ombilical.
Ce sont les techniciens qui au sol restent en contact avec ces «fils» de la Terre dont on peut voir, la nuit, le vaisseau qui n'est plus qu'un point lumineux qui file silencieusement dans le ciel étoilé.
C'est le retour avec le freinage et la descente en spirale puis l'amerrissage avec la récupération des glorieux voyageurs par une vedette.
L'étape suivante est la construction d'une station orbitale où des dizaines de vaisseaux ont amené les matériaux nécessaires à sa réalisation. Elle est divisée en sections séparées par des portes étanches qui isolent la partie détruite en cas de choc avec une météorite.
À bord de ce « mécano géant » se trouvent une station météo, un observatoire astronomique, un laboratoire où des physiciens font des expériences, une serre où des biologistes étudient le comportement des plantes. D'autres spécialistes surveillent le déplacement des icebergs, retransmettent des images télévisées, étudient les rayonnements cosmiques, etc.
Simultanément une fusée transporte des cosmonautes sur la Lune. Cet astre désert et silencieux est appelé à devenir une base de lancement pour la conquête d'autres planètes du système solaire.
En guise d'hommage, le film se termine avec une autre citation de Tsiolkovski : « L'impossible aujourd'hui sera possible demain ».

## Fiche technique
- Titre original : Дорога қ звездам (Le Chemin des étoiles)
- Titre français : En route vers les étoiles
- Réalisation : Pavel Klouchantsev
- Scénario : Boris Lyapounov et Vassili Solovyov
- Photographie : Mikhail Galper
- Son : R. P. Levitina
- Direction artistique : Mikhail Tsybasov
- Musique : S. A. Shatiryan
- Effets visuels : A. Lavrentyev, A. M. Romanenko et V. Shelkov
- Narrateur (version française) : Daniel Gélin
- Production : E. G. Shteinberg directeur de production, Pavel Klouchantsev producteur et L. Presnyakova, G. I. Tsvetkov coproducteurs
- Société de production: Studio du film scientifique populaire de Leningrad
- Pays de production :  Union soviétique
- Date de sortie : 
  - États-Unis : 4 juin 1958  (Le générique du film indique qu'il a été réalisé en 1957)
- Format : Couleurs (Sovcolor)|Noir et Blanc - Son Mono
- Genre : documentaire et science-fiction
- Durée : 48 minutes dans la version française

## Distribution
- Georgui Solovyov : Constantin Edouardovitch Tsiolkovski

## Distinctions
- 1958: 2e prix, médaille de bronze à CCF (?) I à Moscou
- 1958: I ICF (?) techniques et scientifiques à Belgrade

## Autour du film
- En 2010, ce film a été édité en DVD en Allemagne.
- Ce film qui eut un grand succès public en URSS et en Occident, fut vu par Stanley Kubrick qui confessa que sans avoir assisté à la projection de «Le chemin des étoiles», son film 2001, l'Odyssée de l'espace aurait été très différent. Il suffit pour s'en convaincre de regarder les photographies extraites des deux films dans le site « Pavel Klushantsev - Le blog du commissaire ».
- Le film était pratiquement terminé lorsque l'URSS lança le premier Spoutnik. Klouchantsev qui n'était pas dans la confidence du programme spatial soviétique dut rajouter au dernier moment des séquences comme le survol des villes. Il le fit d'autant plus rapidement qu'il avait reçu l'ordre de diffuser d'urgence ce film car il faisait écho au vol du premier satellite artificiel[1].
- On est sidéré de voir à quel point de nombreuses scènes imaginées en 1957 se sont réellement produites des années plus tard. Même si certaines n'ont pas eu lieu comme l'amerrissage de la fusée au retour et si le design date, on ne peut s'empêcher de penser aux trois cosmonautes voyageant ensemble de la mission Voskhod 1 en 1964, le cosmonaute posant ostensiblement le pied sur la Lune rappelle celui de Neil Armstrong en 1969, la fusée à plusieurs étages amenée sur le pas de tir grâce à une plateforme roulante comme à Cap Canaveral, la tour mobile qui permet aux cosmonautes d'accéder à l'habitacle, la sortie du cosmonaute dans l'espace évoque celle d'Alekseï Leonov huit ans après, les rampes de fusées qui sont acheminées horizontalement et qui sont redressées comme sur la base de Baïkonour, l'apesanteur dans l'habitacle, la construction de la station orbitale et encore beaucoup d'autres scènes.
- Pour tourner ce film, il eut le concours des meilleurs jeunes diplômés de l'Institut aéronautique Priborostoeniya, de maquettistes du Khudfond, d'ingénieurs, la collaboration de différents instituts de recherche et d'usines, de scientifiques de l'Observatoire de Poulkovo, de Mikhaïl Tikhonravov.
- Le tournage du film prit énormément de temps car il fallait inventer de nouveaux procédés et les expérimenter. De plus quand il fallait 15 à 20 mètres de pellicule pour un tournage, les équipes n'en recevaient que 5 mètres.